# Fugă (muzică)

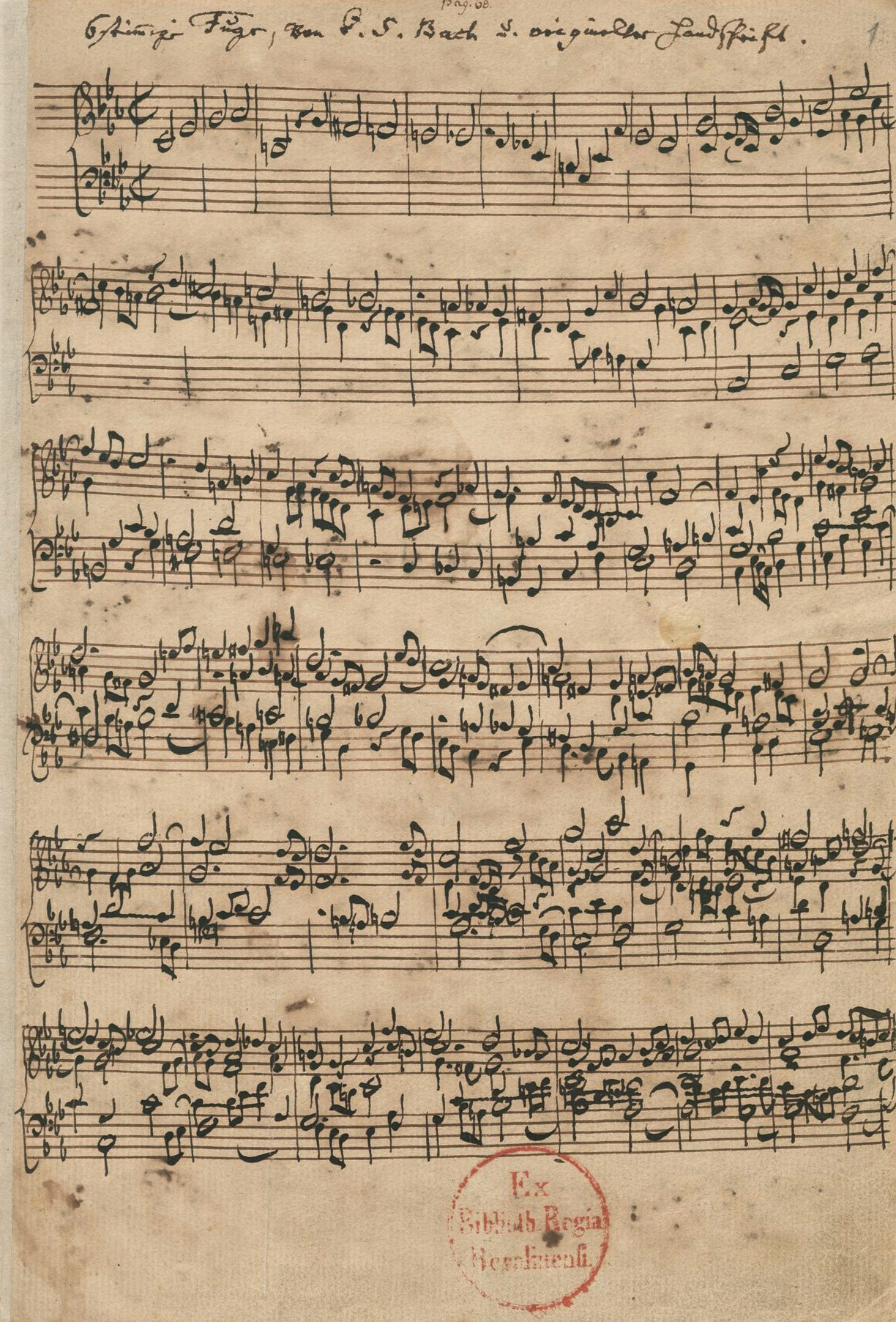
O fugă în șase părți din Ofranda muzicală, scrisă de compozitorul Johann Sebastian Bach cu propria sa scriere de mână.

În muzică, printr-o fugă (plural, fugi) se înțelege un anumit tip de compoziție sau de tehnică componistică contrapunctuală de origine barocă care se aplică unui număr fix de părți melodice (numite voci) ale ansamblului unei piese muzicale în care numitele voci se interferează și/sau se repetă după un anumit algoritm.
Termenul de fugă, în latină, italiană și spaniolă fuga, în germană Fuge, în franceză și engleză fugue, a avut de-a lungul timpului mai multe înțelesuri și utilizări. Astfel, în Evul Mediu, termenul fusese larg folosit pentru desemnarea oricărui tip de piesă muzicală scrisă și interpretată în stil canonic, în timp ce în vremea Renașterii a ajuns să desemneze specific lucrări muzicale de imitație.
Începând cu secolul al 17-lea, termenul fugă a început să desemneze folosirea sa în sensul de astăzi, cel mai complet procedeu muzical de imitare contrapunctuală.
O fugă începe cu o temă principală, "subiectul", care se va auzi succesiv mai apoi la toate celelalte voci, în imitație; când toate vocile au expus tema, "expoziția" e completă; Acest lucru e urmat uneori de un pasaj de legătură, sau "episod", dezvoltat din materialul tematic expus anterior; expunerile ulterioare ale subiectului se fac în tonalități înrudite. Episodes (if applicable) and entries are usually alternated until the "final entry" of the subject, by which point the music has returned to the opening key, or tonic, which is often followed by closing material, the coda. In this sense, fugue is a style of composition, rather than fixed structure. Though there are certain established practices, in writing the exposition for example, composers approach the style with varying degrees of freedom and individuality.
Prin fugă se întelegea la sfârșitul secolului XIV un canon ajungând în secolul XV să fie considerată o imitație. De abia în secolul XVII fuga primește actualul ei sens. Originea fugii o găsim în evoluția diferitelor forme polifone și în special, a motetului vocal și a ricercarului instrumental.
Compozitorul care a realizat sinteza a tot ce s-a scris până la el, deschizând, în același timp perspective noi conținutului și formei de fugă a fost Johann Sebastian Bach. Prin lucrările sale Clavecinul bine temperat și Arta fugii, Bach a fundamentat științific și expresiv principiile de structurare a acestei forme, demonstrând, prin modele neegalate până în zilele noastre, perspectivele mari și potențialul inepuizabil al fugii.
În funcție de numărul temelor, o fugă poate fi simplă, dublă, triplă. De asemenea o fugă poartă în titlu numărul de voci pentru care este compusă. Cele mai frecvente fugi sunt cele la trei și patru voci, iar mai rare sunt cele la două voci și cinci voci.
Ca structură, o fugă se împarte în două sau trei secțiuni: expoziție, divertisment și eventual repriză sau încheiere.

## Părțile unei fugi

### Expoziția
Expoziția cuprinde trei elemente: tema, contrasubiectul și interludiul.

#### Tema
Tema de fugă trebuie să aibă un contur melodico-ritmic clar. Caracterul temei poate fi divers începând cu redarea unui lirism reținut mergând până la cea mai exuberantă sau dramatică expresie.
Tema poate fi redusă ca proporții de la 2-3 măsuri, sau mult mai amplă, până la 12-16 măsuri. Numeroși compozitori înainte de a elabora efectiv fuga, obișnuiesc să facă un studiu asupra posibilitaților expresive și tehnice ale temei alese.
Astfel se pot determina de la început, anumite coordonate ale formei și scriiturii polifone. O temă de fugă apare în două ipostaze: de subiect (este expusă pe tonică) și de răspuns (este prezentată la dominantă, subdominantă sau mai rar pe altă treaptă).
O temă de fugă începe cu treapta I, mai rar cu alte trepte. Sfârșitul poate coincide cu începutul sau nu. 
Răspunsul este tema de fugă expusă de regulă pe dominantă sau subdominantă.
De obicei, răspunsul, în cadrul expoziției, utilizează dominanta pentru a se respecta atât unitatea tonală a expunerilor cât și legile fiziologice în relațiile dintre voci: altist-sopran, bas-tenor, tenor-altist.
Relația intervalică dublă între tonică și dominantă, existența unor subiecte de fugă cu caracter modulator, ca și necesitatea de a menține unitatea tonală în cadrul expoziției a determinat existența a două categorii de răspunsuri: real și tonal. 	Răspunsul real înseamna o prezentare exactă a subiectului la dominantă. Răspunsul tonal, în schimb este determinat de patru situații.: 1. Când tema debutează cu sunetele T-D; 2. Când tema debutează cu sunetel D-T
3. Când tema începe cu sunetul Dominantei, urmat de alte sunete; 4. Când tema este modulantă, situație în care răspunsul tonal devine remodulant totodată. 
Există și cazuri excepționale în care tema este modulantă dar implică și una din cele trei situații prezentate mai sus, ipostază în care asupra răspunsul se vor produce două modificări, el fiind, astfel, de două ori tonal.

#### Contrasubiectul
Contrapunctarea unei teme are loc în situația în care, după intonarea acesteia, la una dintre voci, va apărea răspunsul, inversul situației fiind de asemenea valabil. Dacă răspunsul semnifică de fapt, preluarea temei în tonalitatea dominantei, cu modificările aferente, după caz, contrapunctul se remarcă printr-o identitate aparte, un profil ritmico-melodic bine determinant, contrastant de obicei cu tema. La fiecare apariție a temei, fie ca subiect, fie ca răspuns, există un contrapunct liber. În situațiile în care, odată cu tema, apare și acesta nemodificat, însă cu modificări legate de planul tonal, atunci caracterul său este obligatoriu si poartă numele de CONTRASUBIECT.

#### Interludiul
Interludiul este o desfășurare muzicală, derivând din temă sau contrasubiect, sau având chiar un profil, propriu, indiferent de amploare și care are funcțiile: a) element contrastant între diferitele expuneri ale temei; b) element primordial în realizarea modulațiilor; 
Nu există reguli în privința interludiului, acesta trebuie analizat în funcție de rolul pe care i l-a dat compozitorul.
a) Expunerea succesivă a unei teme de fugă la mai multe voci poate crea monotonie. Între expunerea primului subiect și răspuns nu poate apărea interludiul. În rest, interludiul poate apărea după fiecare expunere tematică, atât în expoziție, cât și în divertisment.
b) Funcția modulatorie a interludiului este evidentă atât în expoziție, dar mai ales la sfârșitul ei, pentru a marca delimitarea dintre expoziție și divertisment și pentru a spori importanța deținută de către cea de a doua secțiune a fugii.
Pentru ca o expoziție de fugă să poată fi considerată completă trebuie să conțină în primul rând prezentarea temei la toate vocile. O expoziție de fugă nu se poate încheia – din punct de vedere armonic – pe tonică.
Uneori, la sfârșitul expoziției există acel interludiu cu rolul de legătură tonală cu divertismentul. Contraexpoziția conține o intrare în minus fața de numărul celor din expoziție. Contraexpoziția trebuie să conțină doar trei intrări. 
Tonalitatea de bază se menține și în expoziție cel puțin pentru prima pereche tematică subiect-răspuns. Contraexpoziția recurge la o inversare a modului de expunere a temei între voci.
! Expoziția este completă, abia după apariția temei la toate vocile (3,4,5). Cu toate acestea pot exista episoade false, care pot fi confundate cu insertia temelor. Totuși, pentru a disipa confuzia, episoadele false aduc capul tematic, ori fragmente, dispuse în secvențe, în cadrul unor modulații pasagere.

### Divertismentul sau Sectorul reprizelor mediane și al episoadelor dezvoltătoare
Divertismentul este o diviziune a fugii, apărând elemente contrastante față de expoziție, atât în ceea ce privește planul tonal, intrările tematice și uneori prelucrări tematice.
Nu de puține ori, divertismentul începe cu tonalitatea de bază, deși sfârșitul expoziției a fost marcat printr-o modulație.
Structura divertismentului se apropie de cea a dezvoltării, în sensul că poate fi împărțit în faze sau cicluri. Prin fază se înțelege o desfășurare muzicală cuprinsă între două cadențe perfecte, dacă mersul vocilor permite această fixare. Dacă în expoziție interludiul reprezintă contrastul față de temă, care crește progresiv după fiecare nouă expunere, în divertisment acest factor nu este necesar.
Realizat prin intermediul imitațiilor și al secvențelor, el dinamizează desfășurarea discursului muzical, schimbând culoarea armonică prin modulații. În cadrul divertismentului se folosesc mijloace de expresie specifice muzicii polifone cum ar fi: imitațiile stricte și libere, augmentarea și diminuarea valorilor, mișcarea contrarie a vocilor și oprirea temporară a vocilor.
În divertisment nu pot să mai apară teme noi, decât în fugile duble sau triple.
În cazul în care fuga este alcătuită doar din două secțiuni expoziție și divertisment, ultima fază a divertismentului trebuie să pregătească fie coda, fie o cadență perfectă în tonalitatea de bază care să încheie.

### Repriza
Repriza reprezintă de cele mai multe ori, o culminație expresivă și dinamică a fugii. Aceasta poate începe cu un răspuns la subdominantă, după care urmează subiectul expus pe tonică.
Aceast inflexiune spre subdominantă din încheierea fugii, este proprie și altor forme ale Barocului, de exemplu invențiunea, și s-a menținut în sonata clasică pentru a marca încheierea sau coda. Această secțiune reprezintă uneori o culminație a desfășurării muzicale. Din această cauză, tema este de multe ori prezentată registrație mult îmbogățită, iar acordurile finale pot conține mai multe sunete decât numărul de voci.

## Linia melodică a unei fugi
O fugă începe cu ceea ce este cunoscut ca expoziție, și este caracteristic scrisă în conformitate cu reguli predefinite, rămânând ca în părțile de sfârșit să se aloce mai multă libertate compozitorului, deși o structură tonală logică este de obicei urmărite, iar ,,intrările” ulterioare ale subiectului, oriunde s-ar manifesta acestea pe parcursul fugii, repetă în același timp materialul acompaniator. Diversele ,,intrări” ale subiectului pot sau nu să fie separate de către episoade.
Ceea ce urmează este o diagramă care ne arată o formă tipică de fugă alături de o detaliată explicație a procesului implicat creației acestei structure, însoțită de exemple.

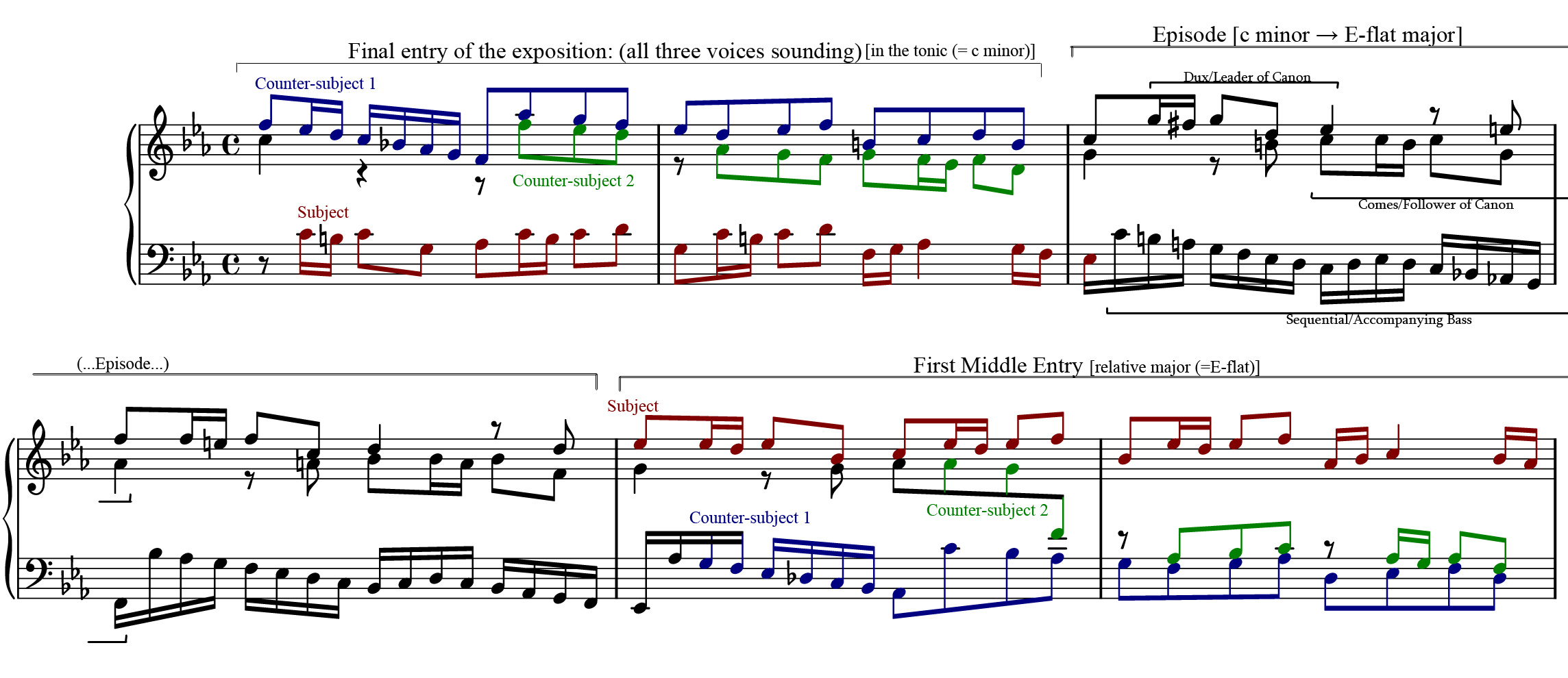
Visual Analysis of J.S. Bach's Fugue no. 2 in C minor, BWV 847, from the Well-Tempered Clavier, Book 1(bars 7–12)

|      | Expoziție | Expoziție | Expoziție   | Expoziție | Expoziție             |             | Prima intrare de mijloc | Prima intrare de mijloc |             | A doua intrare de mijloc |             | Ultima intrare pe tonică | Ultima intrare pe tonică |         |
|      | Tonică    | Dom.      |             | T         | (D-intrare abundentă) |             | Relativă Maj/Min        | Dom. Rel.               |             | Subdom.                  |             | T                        | T                        |         |
| ---- | --------- | --------- | ----------- | --------- | --------------------- | ----------- | ----------------------- | ----------------------- | ----------- | ------------------------ | ----------- | ------------------------ | ------------------------ | ------- |
| Sop. | Sub.      | CS1       | C O D E T Ă | CS²       | R                     | E P I S O D | CS1                     | CS²                     | E P I S O D | S                        | E P I S O D | CS1                      | Contrapunct liber        | C O D Ă |
| Alto |           | Răsp.     | C O D E T Ă | CS1       | CS²                   | E P I S O D | S                       | CS1                     | E P I S O D | CS²                      | E P I S O D | S                        | CS1                      | C O D Ă |
| Bas  |           |           | C O D E T Ă | S         | CS1                   | E P I S O D | CS²                     | R                       | E P I S O D | CS1                      | E P I S O D | CS²                      | S                        | C O D Ă |

### Epoca Romantică

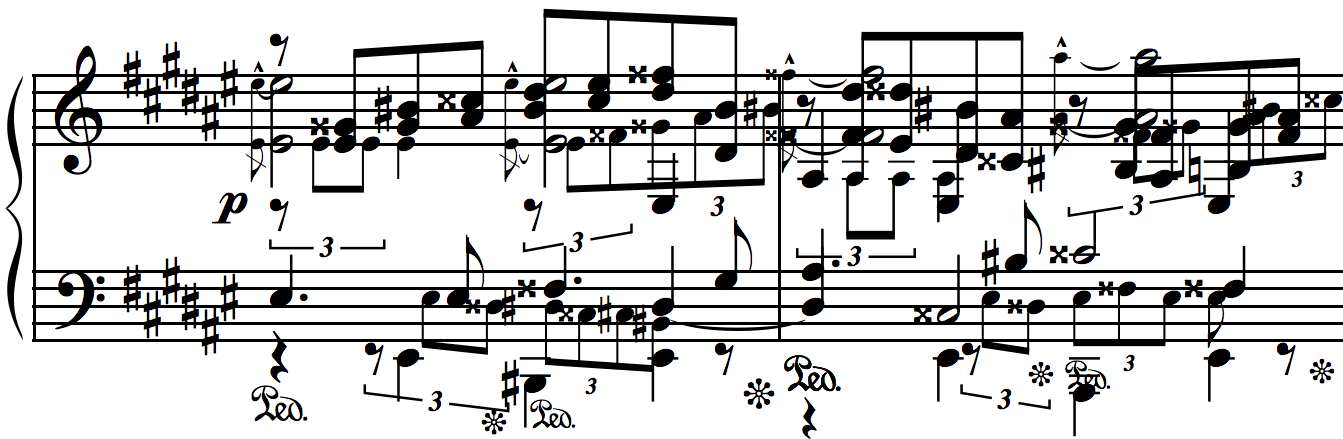
Charles-Valentin Alkan wrote a nine-part fugue in his Grande sonate (Op. 33).